# Fotonowela

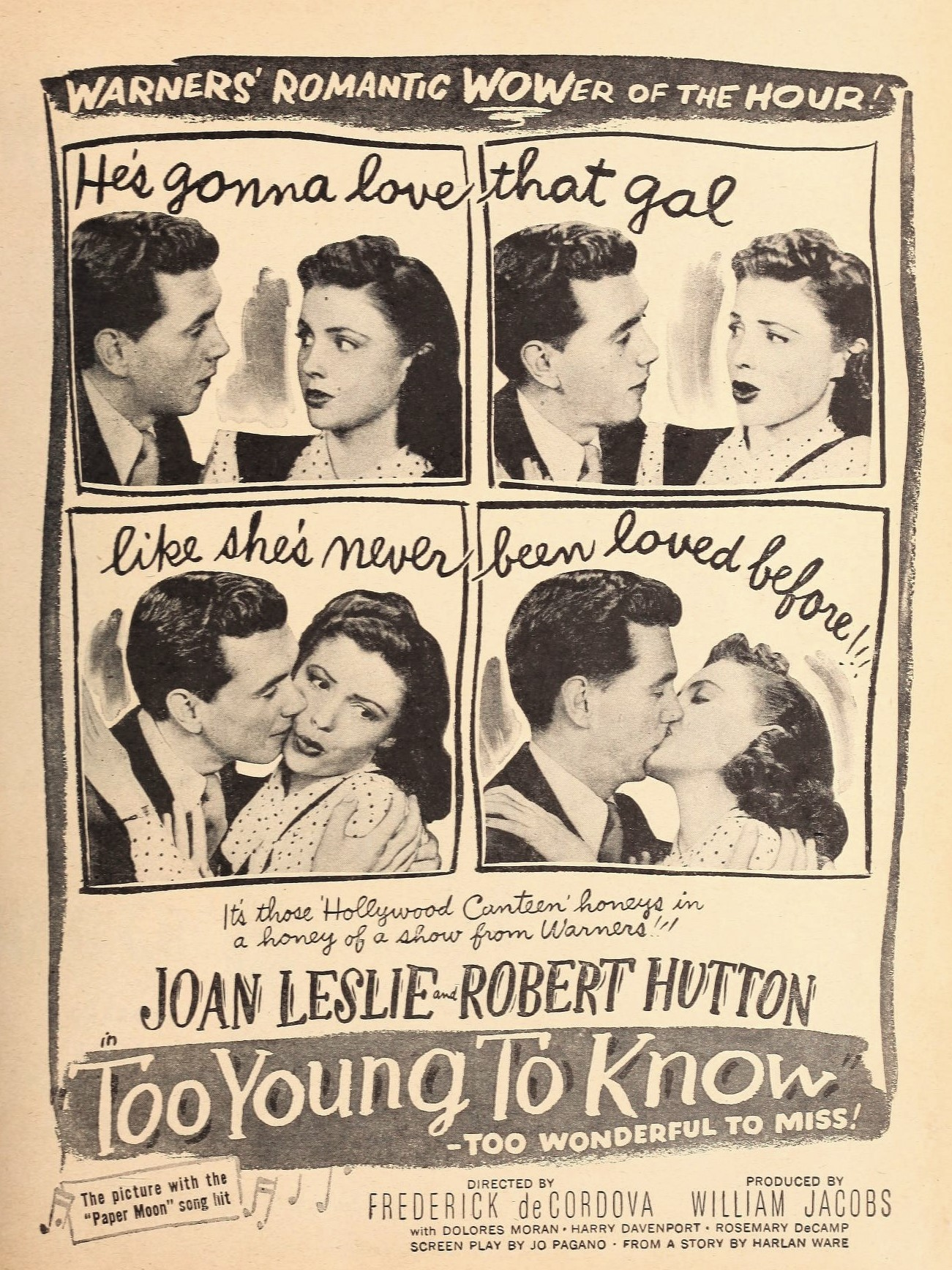
Fragment z fotonoweli "Too Young to Know" (1945)

Fotonowela lub fotonovela – opowieść graficzna, przypominająca komiks, jednak oparta nie na rysunkach, a na fotografiach. Zawiera dodatek tekstowy w postaci dymków lub komentarza. Fotonowele skierowane są głównie do żeńskiej publiczności i poruszają głównie tematy romansowe. Jako że nie wymagają dużych kompetencji czytelniczych, są popularne wśród osób słabiej wykształconych.
W latach 1950–1970 w kulturze iberoamerykańskiej najpopularniejsze były fotonovelas rosas (różowe fotonowele”), opowiadające o losach biednej, lecz cnotliwej dziewczyny, zdobywającej, wbrew wielu przeciwnościom, serce bogatego wybranka, później pojawiły się bardziej realistyczne fotonovelas rojas (czerwone fotonowele), podejmujące tematykę społeczną (np. problemy prostytucji, biedy, przemocy) i operujące ciemniejszymi barwami w fotografii. Inną odmianą fotonoweli jest fotonovela picaresca (fotonowela pikarejska), skierowana do mężczyzn i opowiadająca o erotycznych wyczynach bohatera.
Do wczesnych twórców fotonoweli należała autorka Corin Tellado, która pisywała romanse, ukazujące się zarówno w tradycyjnej postaci literackiej, jak i w formie fotonoweli.